# Serrat del Camadall
El Serrat del Camadall és una serra situada als municipis de Querol a l'Alt Camp i Pontils a la Conca de Barberà, amb una elevació màxima de 852 metres.